# Sulejman Demollari
Sulejman Demollari, född 15 maj 1964 i Tirana, är en albansk före detta fotbollsspelare. Under sin karriär gjorde Demollari 45 landskamper för Albanien. Efter spelarkarriären har han varit tränare i det albanska landslaget samt scout för Dinamo Bucureşti.

## Meriter

### Dinamo Tirana
- Albanska ligan: 1986, 1990
- Albanska cupen: 1986, 1990
- Albanska supercupen: 1990

### Dinamo Bucureşti
- Liga I: 1992